# Refroidissement passif
Pour un article plus général, voir Système de refroidissement.
 (juin 2019).
Si vous disposez d'ouvrages ou d'articles de référence ou si vous connaissez des sites web de qualité traitant du thème abordé ici, merci de compléter l'article en donnant les références utiles à sa vérifiabilité et en les liant à la section « Notes et références ».

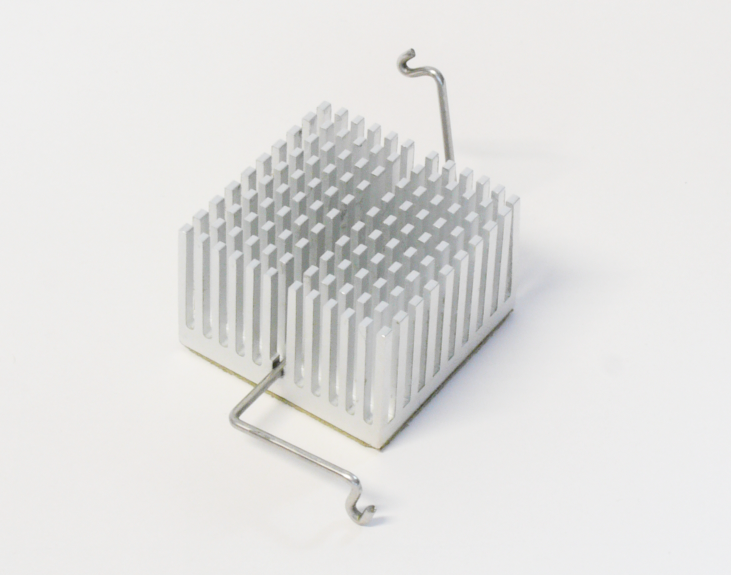
Dissipateur thermique à ailettes doté d'une fixation du dissipateur thermique par clip en Z.

Un système de refroidissement passif est une installation de refroidissement d'un bâtiment ne consommant pas d'énergie.

## Quatre grandes familles de rafraîchissement passif
- Rafraîchissement par ventilation (le puits thermique est l'air), système le plus communément utilisé.
- Rafraîchissement géothermique (le puits thermique est le terrain).
- Rafraîchissement par évaporation ((le puits thermique est l'eau).
- Rafraîchissement radiatif (le puits thermique est le ciel nocturne)[1].

## Exemples
- Les protections solaires (débordements, stores, tentes solaires...) devant et autour des fenêtres ou du vitrage, font barrage à l'énergie solaire. On peut également judicieusement dimensionner et orienter les fenêtres ou tirer profit d'une ventilation intensive nocturne (naturelle ou mécanique).
- La masse même du bâtiment, correctement exploitée, permet d'emmagasiner de la fraîcheur.
- La maîtrise des gains internes tels que la chaleur apportée par le système d'éclairage ou d'autres appareils, est une autre stratégie pour éviter l'usage de la climatisation.